# Vorkuta
Vorkuta (pron. Varkutà; in russo: Воркута́; in komi: Вӧркута, Vörkuta) è una città della Russia, situata nell'Artico europeo a poca distanza dai contrafforti settentrionali dei monti Urali, sulle rive del piccolo fiume omonimo; sorge poco a nord del circolo polare artico.
Vorkuta è nota perché è situata nel punto più orientale d'Europa e a volte è stata citata anche come città più fredda d'Europa.

## Storia
Le radici dell'insediamento risalgono al 1932, quando il regime di Stalin cominciò a impiantare numerosi campi di lavoro forzato (amministrati dal Gulag) nella zona, per sfruttare le miniere di carbone aperte nella zona. Nel 1941 i prigionieri dei campi costruirono una linea ferroviaria per mettere in comunicazione Vorkuta con il resto della Russia. 
Quello di Vorkuta era uno dei gulag più grandi e più duri: Vorkutlag, che includeva il campo Rechlag, destinato ai prigionieri politici. Negli anni trenta sorsero intorno al gulag numerosi insediamenti abitativi, per i lavoratori delle miniere di carbone, giunti da tutta l'URSS per gli alti salari. Inoltre, questa area diventò un centro amministrativo degli altri numerosi campi di lavoro sorti in questa zona, dove erano concentrati la maggioranza di quelli della Russia europea. Nel 1943 il governo decise di riorganizzare i nuclei abitativi sparsi e di fondare quindi la città di Vorkuta, che sarebbe stata la più orientale d'Europa. Si arrivò così, il 26 novembre 1943, al decreto che concedeva a Vorkuta lo status di città.
Dopo la morte di Stalin, negli anni cinquanta, funzionari sovietici dichiararono l'amnistia per i prigionieri dei gulag, che però non fu estesa ai prigionieri politici, cosa che portò i reclusi di Vorkuta ad una rivolta, che le autorità repressero brutalmente. 
Dopo la caduta dell'URSS avvenne una chiusura in serie delle miniere che tenevano in vita questa città, a causa degli elevati costi di gestione che hanno portato, in alcuni casi, a sollevazioni di operai esasperati dai mancati pagamenti dei salari.
La città ha iniziato un cammino di involuzione, destino condiviso con pressoché tutti gli insediamenti dell'artico russo, piccoli e grandi in uguale misura. Nel 2016 l'attività della miniera Severnaja (situata nei pressi della città) venne interessata da un catastrofico evento, causato dall'incuria umana e dall'obsolescenza strutturale che determinò la morte di 36 persone. La città è servita da un aeroporto; era inoltre sede, negli anni della guerra fredda, di una base aerea (Sovetskij).

## Demografia
Abitanti censiti

## Clima
| Vorkuta (1991-2020) Fonte:  | Mesi         | Mesi         | Mesi         | Mesi         | Mesi         | Mesi        | Mesi        | Mesi        | Mesi         | Mesi         | Mesi         | Mesi         | Stagioni | Stagioni | Stagioni | Stagioni | Anno  |
| Vorkuta (1991-2020) Fonte:  | Gen          | Feb          | Mar          | Apr          | Mag          | Giu         | Lug         | Ago         | Set          | Ott          | Nov          | Dic          | Inv      | Pri      | Est      | Aut      | Anno  |
| --------------------------- | ------------ | ------------ | ------------ | ------------ | ------------ | ----------- | ----------- | ----------- | ------------ | ------------ | ------------ | ------------ | -------- | -------- | -------- | -------- | ----- |
| T. max. media (°C)          | −15,4        | −15,1        | −9,4         | −4,2         | 2,5          | 13,4        | 18,8        | 14,2        | 8,4          | −0,5         | −9,0         | −12,8        | −14,4    | −3,7     | 15,5     | −0,4     | −0,8  |
| T. media (°C)               | −19,3        | −18,9        | −13,5        | −8,2         | −1,1         | 8,4         | 13,3        | 9,9         | 4,7          | −3,1         | −12,4        | −16,4        | −18,2    | −7,6     | 10,5     | −3,6     | −4,7  |
| T. min. media (°C)          | −23,1        | −22,7        | −17,6        | −12,2        | −4,5         | 4,0         | 8,2         | 6,0         | 1,5          | −5,8         | −16,0        | −20,1        | −22,0    | −11,4    | 6,1      | −6,8     | −8,5  |
| T. max. assoluta (°C)       | 1,1 (2008)   | 1,2 (2004)   | 5,3 (2008)   | 12,0 (1995)  | 26,5 (1991)  | 31,0 (1977) | 33,8 (1990) | 30,0 (1981) | 24,2 (2009)  | 15,6 (2003)  | 4,8 (1985)   | 3,5 (1999)   | 3,5      | 26,5     | 33,8     | 24,2     | 33,8  |
| T. min. assoluta (°C)       | −48,0 (1980) | −49,4 (2010) | −43,1 (2013) | −38,5 (1984) | −25,3 (1986) | −8,4 (1992) | −1,0 (1978) | −4,8 (2017) | −10,5 (1996) | −29,0 (1977) | −45,1 (1984) | −52,0 (1978) | −52,0    | −43,1    | −8,4     | −45,1    | −52,0 |
| Nuvolosità (okta al giorno) | 7,2          | 6,8          | 7,1          | 7,0          | 7,9          | 7,9         | 7,4         | 8,4         | 8,4          | 8,7          | 7,7          | 7,4          | 7,1      | 7,3      | 7,9      | 8,3      | 7,7   |
| Precipitazioni (mm)         | 34           | 30           | 35           | 27           | 35           | 47          | 49          | 60          | 55           | 56           | 45           | 39           | 103      | 97       | 156      | 156      | 512   |
| Giorni di pioggia           | 1            | 0,2          | 1,0          | 3,0          | 9,0          | 16,0        | 19,0        | 22,0        | 19,0         | 10,0         | 2,0          | 1,0          | 2,2      | 13,0     | 57,0     | 31,0     | 103,2 |
| Nevicate (cm)               | 47           | 66           | 81           | 84           | 53           | 4           | 0           | 0           | 0            | 6            | 17           | 30           | 143      | 218      | 4        | 23       | 388   |
| Giorni di neve              | 25           | 23           | 24           | 21           | 20           | 8           | 1           | 1           | 8            | 23           | 25           | 26           | 74       | 65       | 10       | 56       | 205   |
| Giorni di nebbia            | 4            | 4            | 3            | 3            | 5            | 3           | 4           | 7           | 7            | 9            | 5            | 4            | 12       | 11       | 14       | 21       | 58    |
| Umidità relativa media (%)  | 81           | 80           | 81           | 79           | 79           | 72          | 74          | 82          | 85           | 88           | 84           | 82           | 81       | 79,7     | 76       | 85,7     | 80,6  |
| Vento (direzione-m/s)       | S 6,0        | S 5,6        | S 5,8        | S 5,6        | N 5,3        | N 5,0       | N 4,4       | N 4,3       | S 4,8        | S 5,4        | S 5,2        | S 5,8        | 5,8      | 5,6      | 4,6      | 5,1      | 5,3   |

## Nei media
- Nella seconda missione del videogioco Call of Duty: Black Ops, il giocatore interpreta Alex Mason, un soldato americano catturato e mandato come prigioniero nel campo di lavoro forzato di Vorkuta.
- Nel videogioco Command and conquer Red Alert 3 è l'ambientazione della prima missione del Sol levante.
- Vorkuta appare anche nel mod Namalsk per ArmA II.
- Return from Workuta è il terzo brano del disco 1978 - Gli dei se ne vanno, gli arrabbiati restano! del gruppo italiano Area.
- La città viene nominata nel brano Gulag II del gruppo musicale italiano P38.
- È citata nelle maglie di Dave Legenda, youtuber italiano specializzato in decadentismo post sovietico.

## Galleria d'immagini

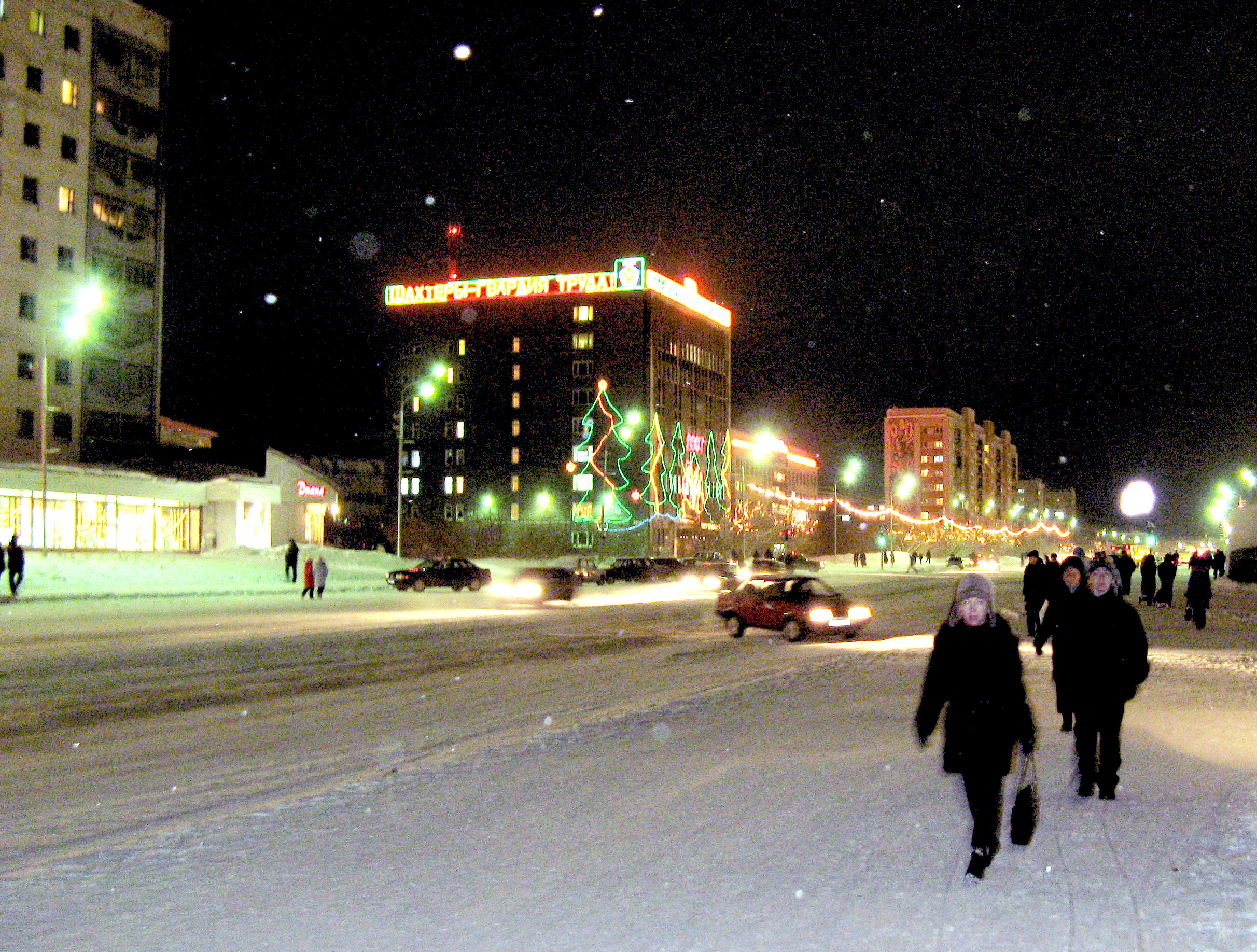
La sede rappresentativa della compagnia mineraria Vorkutaugol
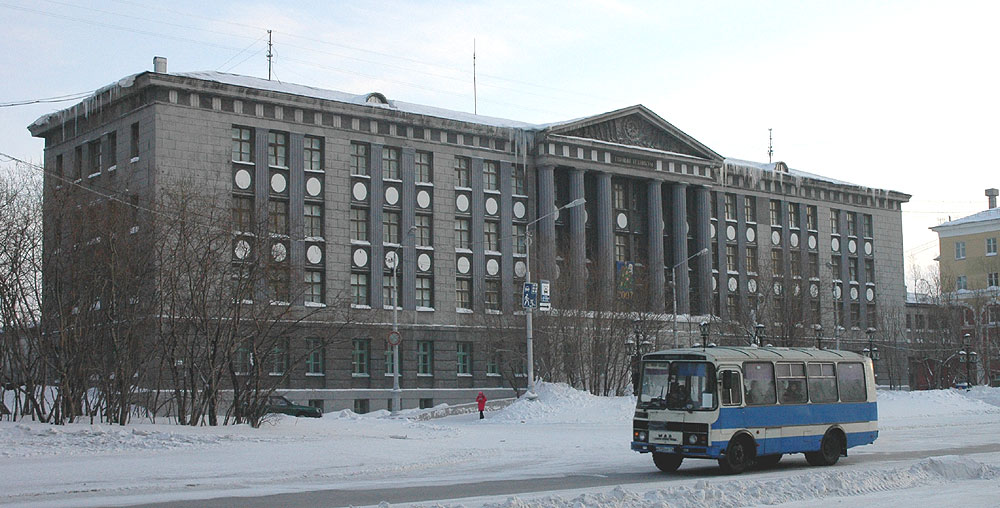
Il Collegio minerario ed economico
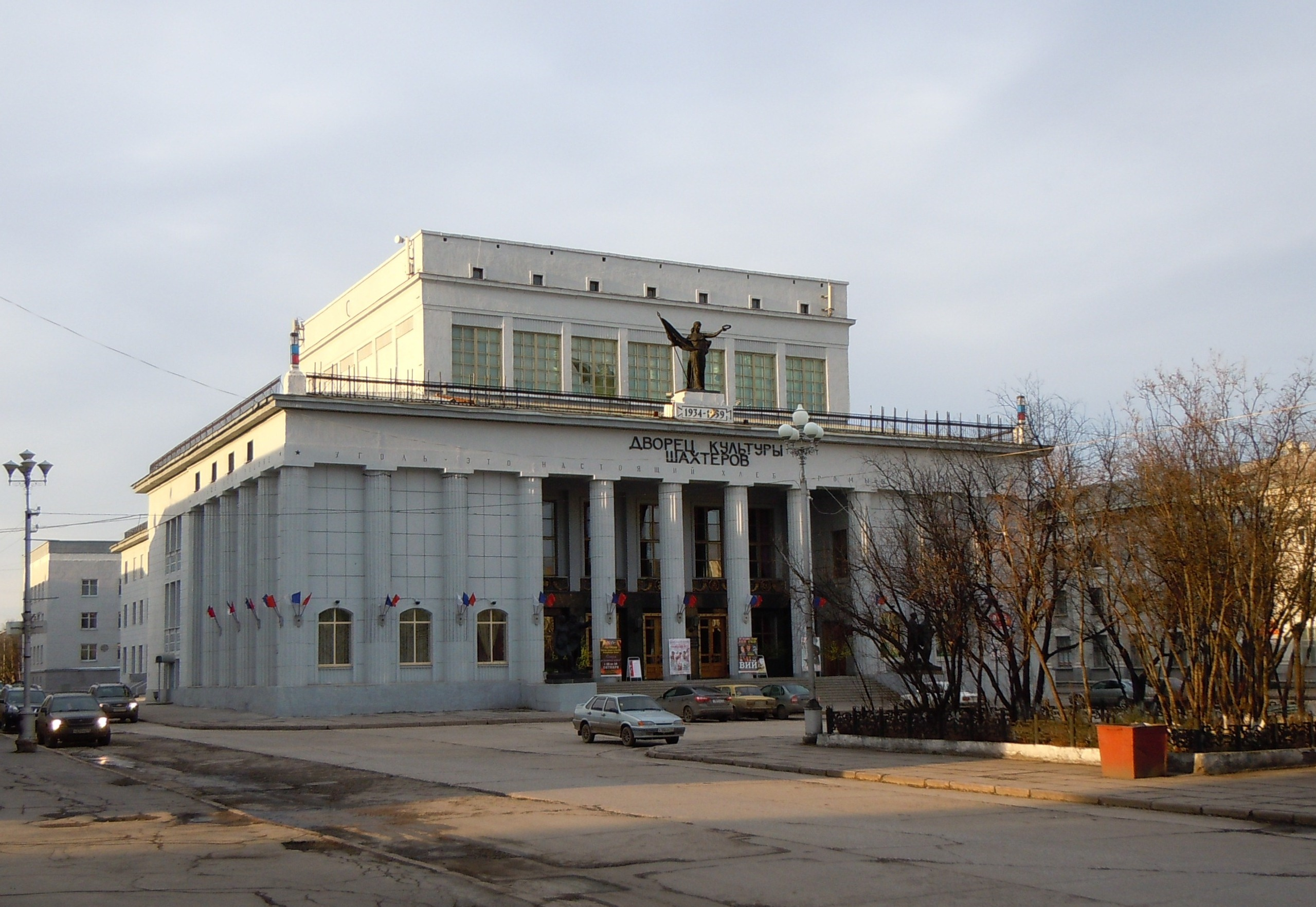
Il palazzo della cultura
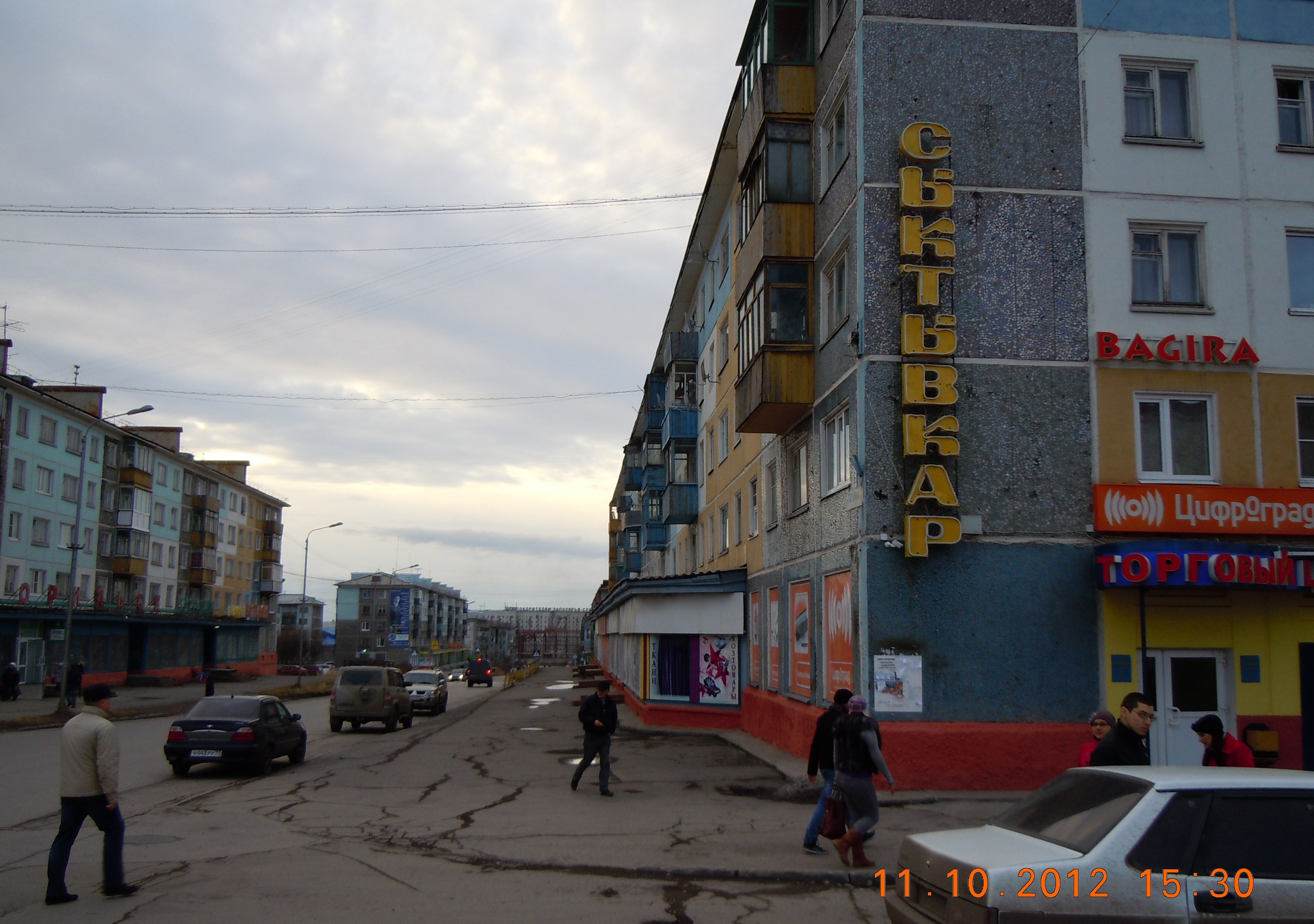
Strada (Ulitsa) Gagarin